# Fundação Clinton
A Fundação de Clinton (fundada em 1997 como a fundação de William J. Clinton), e de 2013 a 2015, renomeada momentaneamente para Bill, Hillary & Chelsea Clinton Foundation) é uma corporação sem fins lucrativos sob seção 501(c)(3) do código tributário dos EUA. Foi criada pelo ex-presidente dos Estados Unidos Bill Clinton, com a missão declarada de "fortalecer a capacidade das pessoas nos Estados Unidos e em todo o mundo para enfrentar os desafios da interdependência global". Seus escritórios estão localizados em Nova York e Little Rock, Arkansas.
Até 2016, a fundação havia levantado 2 bilhões de dólares de empresas norte-americanas, governos e corporações estrangeiras, doadores políticos e vários outros grupos e indivíduos. A aceitação de fundos de doadores ricos tem sido uma fonte de controvérsia. A fundação "ganhou elogios de especialistas em filantropia e tem atraído apoio bipartidário". Bolsas de caridade não são um grande foco da Fundação Clinton, que em vez usa a maior parte de seu dinheiro para realizar seus próprios programas humanitários.